# Hook Head Lighthouse
Hook Head Lighthouse of Hook Lighthouse is een vuurtoren van middeleeuwse oorsprong aan de zuidoostkust van Ierland.

## Geschiedenis
De vuurtoren stamt uit het begin van de dertiende eeuw en werd gebouwd in opdracht van William Marshal, 2nd Earl of Pembroke, schoonzoon van Willem de Maarschalk. De vuurtoren verving eerdere vuurbakens van monniken. De toren was oorspronkelijk 18 meter hoog met een diameter van ongeveer 8,5 meter. Later, niet bekend is wanneer precies, werd om de toren een tweede laag gebouwd, waartussen een wenteltrap werd gemonteerd. De toren werd daarmee 24 meter hoog en 12 meter in diameter. Nog weer later werd een lantaarnhuis op de toren gemonteerd.
De vuurtoren werd beheerd door monniken, maar ten tijde van de Ierse opstand aan het begin van de Engelse Burgeroorlog in 1641 werd de vuurtoren verlaten. Dit leidde tot diverse schipbreuken, maar een verzoek in 1657 om de vuurtoren weer te gaan gebruiken werd afgewezen. Iets meer dan tien jaar later werd de toren echter wel opnieuw in gebruik genomen.

## Lantaarns en lenzen
In 1810 werd de kolengestookte lantaarn vervangen door een nieuwe olielantaarn met tien lenzen, in 1812 gereviseerd met een vaste lens. Deze werd in 1864 vervangen door een geheel nieuwe lantaarn, de behuizing daarvan is nog altijd in gebruik, met een nieuwe spiegellens. In 1871 werd overgeschakeld op uit kolen gewonnen gas, in 1911 op petroleum. Ook werd in 1911 een derde orde fresnellens aangebracht. In 1973 werd overgeschakeld op elektriciteit, in 1996 werd de bediening geautomatiseerd.

## Voorzieningen
- in 1838 werd een mistbel geplaatst. In 1872 werd deze vervangen door een kanon, in 1910 door gebruik van explosieven. In 1975 werd vervolgens overgegaan op een tyfoon als misthoorn. Ten slotte werd deze weer vervangen in 1995 door een elektrische hoorn. In 2011 is de misthoorn buiten gebruikt gesteld.
- In 1974 werd een radarbaken geplaatst. Deze zendt in morse het signaal "K" uit.
- De vuurtoren is in januari 2009 voorzien van een Automatic Identification System.